# Conognatha laticollis
Conognatha laticollis es una especie de escarabajo del género Conognatha, familia Buprestidae. Fue descrita científicamente por Philippi & Philippi en 1864.